# Rhee (Naturschutzgebiet)
Die Rhee ist ein Naturschutzgebiet im Hamburger Stadtteil Wilhelmsburg im Bezirk Hamburg-Mitte.
Das Naturschutzgebiet ist 18 Hektar groß. Das etwa 800 Meter lange und im Mittel 200 bis 220 Meter breite Gebiet liegt im Stromspaltungsgebiet der Elbe südöstlich des Autobahnkreuzes Hamburg-Süd zwischen der Norderelbe und der Bundesautobahn 1 und ist ein Rest einer ehemals großflächigen Tideauenlandschaft zwischen den früheren Elbinseln Georgswerder und Stillhorn. Nach Osten schließt sich das Naturschutzgebiet „Auenlandschaft Obere Tideelbe“ an. Nach Norden grenzt das Naturschutzgebiet an eine auf einer alten Deichlinie verlaufenden Straße und Wohnbebauung, nach Süden schließt sich ein altes Spülfeld an, das heute überwiegend landwirtschaftlich genutzt wird.
Das Gebiet wird vom Georgswerder Schleusengraben, einem Altarm der Dove Elbe, mit seinem Grabensystem und die sie umgebenden Röhrichte, Feuchtgrünland und Gehölzen geprägt. Hier befinden sich Reste des einstigen Tideauwaldes mit Silberweide, Schwarzpappel und Esche. Auf den Georgswerder Schleusengraben, der nach der Sturmflut von 1962 im Jahr 1964 durch die Hauptdeichlinie vom Tidegeschehen und der Flussdynamik der Elbe abgetrennt wurde, entfallen etwa drei Hektar des Naturschutzgebietes. Das Ausbleiben von Tide und Überschwemmungen hat zu einer Verarmung der Flora und Fauna geführt. Holunder, Birke und Schwarzerle breiten sich aus, so dass sich die typische Auwaldvegetation zu einer Bruchwaldvegetation entwickelt. Die Verbindung des Georgswerder Schleusengrabens zur Norderelbe erfolgt seit 1994 über ein Schöpfwerk.
Die Flächen nördlich des Georgswerder Schleusengraben wurden früher als Grünland landwirtschaftlich genutzt. Nach der Aufgabe der Nutzung in den 1960er-Jahren haben sich Röhrichte und Hochstaudenfluren entwickelt, auf tiefer liegenden Flächen auch Schilf- und Wasserschwadenbestände. Am Ufer des Georgswerder Schleusengrabens stocken teilweise alte Silberweiden, die früher als Kopfbäume genutzt wurden.
Das Naturschutzgebiet ist aufgrund seiner früheren Insellage ein wichtiges Refugium für verschiedene Tier- und Pflanzenarten. So kommen hier verschiedene Vogelarten, darunter Eisvogel, Löffelente, Schaf- und Gebirgsstelze, Libellenarten wie die gefährdeten Arten Große Königslibelle und Glänzende Smaragdlibelle, Tagfalter-, Heuschrecken-, Amphibien- und Schneckenarten wie die Ufer-Laubschnecke zu finden. An Pflanzenarten kommen z. B. Scharbockskraut, Schlangenlauch, Flussgreiskraut, Wasserstern und Gelbe Teichrose vor.
Das Gebiet, das vom Naturschutzverband Gesellschaft für ökologische Planung betreut wird, steht seit dem 22. Juni 1981 unter Naturschutz.